# Sympycnus prospicuus
Sympycnus prospicuus är en tvåvingeart som beskrevs av Becker 1922. Sympycnus prospicuus ingår i släktet Sympycnus och familjen styltflugor. Inga underarter finns listade i Catalogue of Life.